# Ptecticus confusus
Ptecticus confusus är en tvåvingeart som beskrevs av Mcfadden 1982. Ptecticus confusus ingår i släktet Ptecticus och familjen vapenflugor. Inga underarter finns listade i Catalogue of Life.